# تاکاهیرو تاگوچی
تاکاهیرو تاگوچی (انگلیسی: Takahiro Taguchi؛ زادهٔ ۸ دسامبر ۱۹۵۷) بازیکن فوتبال اهل ژاپن است.